# 공작 부인 (1936년 영화)
《공작 부인》(영어: Dodsworth)은 미국에서 제작된 윌리엄 와일러 감독의 1936년 드라마, 멜로/로맨스 영화이다. 싱클레어 루이스의 동명의 소설을 바탕으로 제작되었다. 월터 휴스턴 등이 주연으로 출연하였고 새뮤얼 골드윈 등이 제작에 참여하였다.

## 출연

### 주연
- 월터 휴스턴
- 루스 채터턴

### 조연
- 폴 루카스
- 메리 애스터
- 데이비드 니븐
- 그레거리 게이
- 마리아 우스펜스카야
- 존 페인
- 할런 브릭스

## 기타
- 원작자: 싱클레어 루이스
- 협력프로듀서: 메릿 헐버드
- 의상: 오마르 키암